# FREE HUGS!
『FREE HUGS!』（フリーハグズ）は、日本の男性アイドルグループ・Kis-My-Ft2の8作目のオリジナル・アルバム。2019年4月24日にavex traxから発売された。

## リリース
今作は、「SHARING LOVE, BEYOND THE BORDERLINE, WITH OUR MUSIC!」（僕らの音楽を通して愛を共有し、ジャンル・ボーダーラインを超えて繋がろう！）をテーマに掲げた。初回盤A（CD+DVD）、初回盤B（CD+DVD）、通常盤（2CD）の3形態で発売。
通常盤には「I SCREAM」以来3年ぶりにメンバー全員のソロ曲が収録される。ソロ曲は、メンバーそれぞれが楽曲提供をはじめ、豪華アーティストと「音楽でハグする」内容となっている。また初回盤Aに付属のDVDには「HUG & WALK」のMVとメイキングドキュメント、初回盤Bに付属のDVDにはキスマイ特典史上No.1の大作戦とも言うべき新感覚バラエティに挑戦した「KIS-MY-TVスペシャル！」が収録される。また、予約特典として、3形態を同時予約の方に先着でスペシャルVRコンテンツ「VR de HUG!」がプレゼントされる。
また、今作のリリースを記念して、2019年4月23日～5月12日まで『「FREE HUGS!」ハッシュ"ハグ"キャンペーン』が実施され、参加者の中から抽選で100名にオリジナルトートバッグがプレゼントされる。
本作を引っ提げ、2019年5月6日から7月14日にドームツアー『Kis-My-Ft2 LIVE TOUR 2019 FREE HUGS!』が開催された。

## チャート成績
初週売上20.5万枚を記録し、2019年5月6日付オリコン週間アルバムランキングで1位を獲得した。同チャートでの首位獲得は1stアルバム「Kis-My-1st」から9作連続通算9作目となる。さらに、「1stアルバムからの連続初週売上20万枚突破」記録を9作に更新。これはKinKi Kidsに次ぐ歴代2位の記録である。
2019年12月8日までに、累計23万5335枚を売り上げ、2019年の年間オリコンアルバムランキングで12位を獲得した。

## 収録内容

### CD
既発曲の解説は各収録作品を参照のこと。

#### 通常盤・初回盤A
1. "8th" Overture（inst.）[0:59]
作曲：岡本剛・大森元貴、編曲：岡本剛
2. HUG & WALK [4:01]
作詞：Kanata Okajima、作曲：Kevin Nicholas Drew、編曲：鈴木雅也
  - 本作のリードトラック
3. A.D.D.I.C.T.（読み：エー.ディー.ディー.アイ.シー.ティー.） [3:45]
作詞：JUN、作曲：Tommy Clint・Atsushi Shimada、編曲：Atsushi Shimada、Additional Arrangement：鈴木雅也
2021年2月1日放送のTBS系「CDTV ライブ! ライブ! リクエストライブSP」にて、事前に番組公式ホームページで募集した楽曲リクエストでこの曲が「ファンが選ぶ1位」となり、テレビ初披露された[7]。
2ndベストアルバム「BEST of Kis-My-Ft2」のアルバム・カップリング曲ファン投票では1位を獲得。
4. THIS CRAZY LOVE [3:46]
作詞：栗原暁（Jazzin' park）、作曲：Fredrik "Figge" Bostrom・Park Keonu、編曲：Park Keonu
5. L.O.V.E.（読み：エルオーブイイー） [3:40]
  - 21stシングル「LOVE」表題曲
6. Saturday Life [3:52]
作詞：Komei Kobayashi、作曲：Josef Melin・Chris Meyer、編曲：Josef Melin、Additional Arrangement：ha-j
7. #1 Girl（読み：ナンバーワンガール） [3:37]
作詞：藤原優樹・Kotaro Egami・SUIMI、作曲・編曲：Justin Moretz・Kotaro Egami
8. 君を大好きだ [4:39]
  - 23rdシングル
9. 僕ハ君ナシデ愛ヲ知レナイ [4:26]
作詞・作曲：HusiQ.K、編曲：鈴木雅也
北山が7人楽曲の作詞・作曲を手掛けるのは初。
10. Bring It On [3:29]
作詞：栗原暁（Jazzin' park）、作曲：久保田真悟（Jazzin' park）・栗原暁（Jazzin' park）、編曲：久保田真悟（Jazzin' park）
11. Distance [3:39]
作詞：Komei Kobayashi、作曲：Tommy Clint・Atsushi Shimada、編曲：Atsushi Shimada
12. HUGTIME [3:34]
作詞：Ryohei Yamamoto、作曲：Chris Wahle・Chris Meyer、編曲：Chris Wahle
13. Yeah E Yeah!!!!!!! [3:18]
作詞：KOMU、作曲：Samuel Waermo・Stefan Ekstedt・Didrik Thott、編曲：Stefan Ekstedt
  - dTV「キスマイどきどきーん!」テーマソング
14. 君、僕。 [5:04]
  - 22ndシングル
15. ルラルララ [4:50]/[6:19]
作詞・作曲：大森元貴（Mrs. GREEN APPLE）、編曲：大森元貴・山下洋介
2019年5月18日～7月31日まで、この曲に合わせた動画・写真をオフィシャルサイトにて募集。そのうち5月31日までに投稿された動画・写真を使い、"「ルラルララ」＜Hug Movie＞"と題したスペシャル映像が作成された。この映像は24thシングル「HANDS UP」初回盤Bに収録される。
初回盤A/Bでは、曲終了後に89（＝ハグ）秒間の無音がある。
16. Tequila! -テキーラ- [3:39]
作詞：mimimi、作曲：Dennis DeKo Kordnejad・August Aura Ramberg・Timothy Tico Collins・Hanif Hitmanic Sabzevari、編曲：CHOKKAKU
初回盤Aのみ収録。

#### 初回盤B
1. "8th" Overture
2. HUG & WALK
3. A.D.D.I.C.T.
4. THIS CRAZY LOVE
5. L.O.V.E.
6. Saturday Life
7. #1 Girl
8. 君を大好きだ
9. 僕ハ君ナシデ愛ヲ知レナイ
10. Bring It On
11. Distance
12. HUGTIME
13. Yeah E Yeah!!!!!!!
14. 君、僕。
15. ルラルララ
16. CHUDOKU [3:07]
作詞：SHIROSE from WHITE JAM、作曲：Simon Janlov・SHIROSE from WHITE JAM、編曲：Simon Janlov

### 特典CD
※通常盤のみ
1. Love=X2U（読み：ラブ・クロス・トゥー・ユー） [4:03] - 藤ヶ谷太輔
作詞：藤原優樹、作曲・編曲：大沢伸一
2. キャッチボールをしよう [4:59] - 横尾渉
作詞・作曲：ビリケン・長江徹、編曲：長江徹
3. 僕だけのプリンセス [4:30] - 宮田俊哉
作詞：MEGUMI、作曲：山田高弘、編曲：齋藤真也
  - 宮田俊哉出演 バンダイナムコエンターテインメント「&CAST!!!」CMソング
4. I miss your smile [4:53] - 千賀健永
作詞：川畑要（CHEMISTRY）、作曲：Kyler Niko・Kanata Okajima・Soma Genda、編曲：Soma Genda
5. DON'T WANNA DIE [4:35] - 北山宏光
作詞・作曲・編曲：I Don't Like Mondays.
北山のグループ卒業後、2025年2月3日に発売されたシングル『Just Like That』、及び同日に配信されたEP『Just Like That -Special Edition-』に再録版が収録されている。
6. はぐすた [3:00] - 二階堂高嗣
作詞・RAP：Diggy-MO'、作曲：Christofer Erixon・Josef Melin、編曲：前田佑
7. Love Story [3:30] - 玉森裕太
作詞：平井大・EIGO、作曲：平井大、編曲：平井大・西陽仁・NabeLTD・EIGO

### DVD

#### 初回盤A
1. HUG & WALK＜MUSIC VIDEO＞
2. HUG & WALK＜Lip ver.＞
3. Episode of FREE HUGS! 〜Overseas shooting〜

#### 初回盤B
1. KIS-MY-TVスペシャル！ ～キスハグ大作戦〜

### スペシャルVRコンテンツ
※全3形態（初回盤A/B・通常盤）先着予約特典
- VR de HUG!

## 収録作品
| 楽曲タイトル             | 収録                               | 収録                                                                   |
| ------------------------ | ---------------------------------- | ---------------------------------------------------------------------- |
| "8th" Overture           | CDアルバム                         | 『FREE HUGS!』                                                         |
| HUG & WALK               | CDアルバム                         | 『FREE HUGS!』                                                         |
| HUG & WALK               | ミュージック・ビデオ               | 『FREE HUGS!』〈初回盤A〉                                              |
| HUG & WALK               | ライブ映像                         | 『LIVE TOUR 2019 FREE HUGS!』                                          |
| HUG & WALK               | CD （スペシャルエディット）        | 『LIVE TOUR 2019 FREE HUGS!』〈通常盤〉                                |
| HUG & WALK               | ライブ映像                         | 『LIVE TOUR 2020 To-y2』                                               |
| HUG & WALK               | CD （スペシャルエディット）        | 『LIVE TOUR 2020 To-y2』〈通常盤DVD〉                                  |
| HUG & WALK               | ミュージック・ビデオ               | 『BEST of Kis-My-Ft2』〈初回盤A〉                                      |
| A.D.D.I.C.T.             | CDアルバム                         | 『FREE HUGS!』                                                         |
| A.D.D.I.C.T.             | ライブ映像                         | 『LIVE TOUR 2019 FREE HUGS!』                                          |
| A.D.D.I.C.T.             | CD （スペシャルエディット）        | 『LIVE TOUR 2019 FREE HUGS!』〈通常盤〉                                |
| A.D.D.I.C.T.             | CDアルバム                         | 『BEST of Kis-My-Ft2』〈初回盤A〉                                      |
| A.D.D.I.C.T.             | ライブ映像                         | 『BEST of Kis-My-Ft2』〈通常盤〉                                       |
| A.D.D.I.C.T.             | ライブ映像                         | 『LIVE TOUR 2021 HOME』                                                |
| A.D.D.I.C.T.             | ライブ映像                         | 『Kis-My-Ft2 Dome Tour 2024 Synopsis』                                 |
| THIS CRAZY LOVE          | CDアルバム                         | 『FREE HUGS!』                                                         |
| THIS CRAZY LOVE          | ライブ映像                         | 『LIVE TOUR 2019 FREE HUGS!』                                          |
| THIS CRAZY LOVE          | CD （スペシャルエディット）        | 『LIVE TOUR 2019 FREE HUGS!』〈通常盤〉                                |
| L.O.V.E.                 | CDシングル                         | 『LOVE』                                                               |
| L.O.V.E.                 | ミュージック・ビデオ               | 『LOVE』〈初回盤A〉                                                    |
| L.O.V.E.                 | ライブ映像                         | 『LIVE TOUR 2018 Yummy!! you&me』〈Blu-ray盤〉                         |
| L.O.V.E.                 | CDアルバム                         | 『FREE HUGS!』                                                         |
| L.O.V.E.                 | CDアルバム                         | 『BEST of Kis-My-Ft2』                                                 |
| L.O.V.E.                 | ミュージック・ビデオ               | 『BEST of Kis-My-Ft2』〈初回盤A〉                                      |
| Saturday Life            | CDアルバム                         | 『FREE HUGS!』                                                         |
| #1 Girl                  | CDアルバム                         | 『FREE HUGS!』                                                         |
| #1 Girl                  | ライブ映像                         | 『LIVE TOUR 2019 FREE HUGS!』                                          |
| #1 Girl                  | CD （スペシャルエディット）        | 『LIVE TOUR 2019 FREE HUGS!』〈通常盤〉                                |
| #1 Girl                  | CDアルバム                         | 『BEST of Kis-My-Ft2』〈初回盤A〉                                      |
| #1 Girl                  | ライブ映像                         | 『Two as One』〈ファンクラブ限定盤〉 （Kis-My-Ftに逢えるde Show 2022） |
| #1 Girl                  | ライブ映像                         | 『Kis-My-Ftに逢えるde Show 2022 in DOME』                              |
| 君を大好きだ             | CDシングル                         | 『君を大好きだ』                                                       |
| 君を大好きだ             | ミュージック・ビデオ               | 『君を大好きだ』〈初回盤〉                                             |
| 君を大好きだ             | CDアルバム                         | 『FREE HUGS!』                                                         |
| 君を大好きだ             | ライブ映像                         | 『LIVE TOUR 2019 FREE HUGS!』                                          |
| 君を大好きだ             | CD （スペシャルエディット）        | 『LIVE TOUR 2019 FREE HUGS!』〈通常盤〉                                |
| 君を大好きだ             | CDアルバム                         | 『BEST of Kis-My-Ft2』                                                 |
| 君を大好きだ             | ミュージック・ビデオ               | 『BEST of Kis-My-Ft2』〈初回盤A〉                                      |
| 君を大好きだ             | ライブ映像                         | 『LIVE TOUR 2021 HOME』                                                |
| 僕ハ君ナシデ愛ヲ知レナイ | CDアルバム                         | 『FREE HUGS!』                                                         |
| 僕ハ君ナシデ愛ヲ知レナイ | ライブ映像                         | 『LIVE TOUR 2019 FREE HUGS!』                                          |
| 僕ハ君ナシデ愛ヲ知レナイ | CD （スペシャルエディット）        | 『LIVE TOUR 2019 FREE HUGS!』〈通常盤〉                                |
| Bring It On              | CDアルバム                         | 『FREE HUGS!』                                                         |
| Bring It On              | ライブ映像                         | 『LIVE TOUR 2019 FREE HUGS!』                                          |
| Bring It On              | CD （スペシャルエディット）        | 『LIVE TOUR 2019 FREE HUGS!』〈通常盤〉                                |
| Distance                 | CDアルバム                         | 『FREE HUGS!』                                                         |
| Distance                 | ライブ映像                         | 『LIVE TOUR 2019 FREE HUGS!』                                          |
| Distance                 | CD （スペシャルエディット）        | 『LIVE TOUR 2019 FREE HUGS!』〈通常盤〉                                |
| HUGTIME                  | CDアルバム                         | 『FREE HUGS!』                                                         |
| HUGTIME                  | ライブ映像                         | 『LIVE TOUR 2019 FREE HUGS!』                                          |
| HUGTIME                  | CD （スペシャルエディット）        | 『LIVE TOUR 2019 FREE HUGS!』〈通常盤〉                                |
| Yeah E Yeah!!!!!!!       | CDアルバム                         | 『FREE HUGS!』                                                         |
| Yeah E Yeah!!!!!!!       | ライブ映像                         | 『LIVE TOUR 2019 FREE HUGS!』                                          |
| Yeah E Yeah!!!!!!!       | ライブ映像                         | 『For dear life』                                                      |
| 君、僕。                 | CDシングル                         | 『君、僕。』                                                           |
| 君、僕。                 | ミュージック・ビデオ               | 『君、僕。』〈初回盤A〉                                                |
| 君、僕。                 | ライブ映像                         | 『君を大好きだ』〈EXTRA盤〉 （LIVE TOUR 2018 YOU&ME Extra Yummy!!）    |
| 君、僕。                 | CDアルバム                         | 『FREE HUGS!』                                                         |
| 君、僕。                 | ライブ映像                         | 『LIVE TOUR 2019 FREE HUGS!』                                          |
| 君、僕。                 | CDアルバム                         | 『BEST of Kis-My-Ft2』                                                 |
| 君、僕。                 | ミュージック・ビデオ               | 『BEST of Kis-My-Ft2』〈初回盤A〉                                      |
| ルラルララ               | CDアルバム                         | 『FREE HUGS!』                                                         |
| ルラルララ               | ミュージック・ビデオ （Hug movie） | 『HANDS UP』〈初回盤B〉                                                |
| ルラルララ               | ライブ映像                         | 『LIVE TOUR 2019 FREE HUGS!』                                          |
| ルラルララ               | CD （スペシャルエディット）        | 『LIVE TOUR 2019 FREE HUGS!』〈通常盤〉                                |
| Tequila! -テキーラ-      | CDアルバム                         | 『FREE HUGS!』〈初回盤A〉                                              |
| Tequila! -テキーラ-      | ライブ映像                         | 『LIVE TOUR 2019 FREE HUGS!』                                          |
| Tequila! -テキーラ-      | CD （スペシャルエディット）        | 『LIVE TOUR 2019 FREE HUGS!』〈通常盤〉                                |
| Tequila! -テキーラ-      | ライブ映像                         | 『For dear life』                                                      |
| CHUDOKU                  | CDアルバム                         | 『FREE HUGS!』〈初回盤B〉                                              |
| CHUDOKU                  | ライブ映像                         | 『LIVE TOUR 2019 FREE HUGS!』                                          |
| CHUDOKU                  | CD （スペシャルエディット）        | 『LIVE TOUR 2019 FREE HUGS!』〈通常盤〉                                |
| CHUDOKU                  | CDアルバム                         | 『BEST of Kis-My-Ft2』〈初回盤A〉                                      |
| CHUDOKU                  | ライブ映像                         | 『BEST of Kis-My-Ft2』〈通常盤〉                                       |
| CHUDOKU                  | ライブ映像                         | 『For dear life』                                                      |
| Love=X2U                 | CDアルバム                         | 『FREE HUGS!』〈通常盤〉                                               |
| Love=X2U                 | ライブ映像                         | 『LIVE TOUR 2019 FREE HUGS!』                                          |
| Love=X2U                 | CD （スペシャルエディット）        | 『LIVE TOUR 2019 FREE HUGS!』〈通常盤〉                                |
| キャッチボールをしよう   | CDアルバム                         | 『FREE HUGS!』〈通常盤〉                                               |
| キャッチボールをしよう   | ライブ映像                         | 『LIVE TOUR 2019 FREE HUGS!』                                          |
| キャッチボールをしよう   | CD （スペシャルエディット）        | 『LIVE TOUR 2019 FREE HUGS!』〈通常盤〉                                |
| 僕だけのプリンセス       | CDアルバム                         | 『FREE HUGS!』〈通常盤〉                                               |
| 僕だけのプリンセス       | ライブ映像                         | 『LIVE TOUR 2019 FREE HUGS!』                                          |
| 僕だけのプリンセス       | CD （スペシャルエディット）        | 『LIVE TOUR 2019 FREE HUGS!』〈通常盤〉                                |
| I miss your smile        | CDアルバム                         | 『FREE HUGS!』〈通常盤〉                                               |
| I miss your smile        | ライブ映像                         | 『LIVE TOUR 2019 FREE HUGS!』                                          |
| I miss your smile        | CD （スペシャルエディット）        | 『LIVE TOUR 2019 FREE HUGS!』〈通常盤〉                                |
| DON'T WANNA DIE          | CDアルバム                         | 『FREE HUGS!』〈通常盤〉                                               |
| DON'T WANNA DIE          | ライブ映像                         | 『LIVE TOUR 2019 FREE HUGS!』                                          |
| DON'T WANNA DIE          | CD （スペシャルエディット）        | 『LIVE TOUR 2019 FREE HUGS!』〈通常盤〉                                |
| DON'T WANNA DIE          | CDアルバム                         | 『BEST of Kis-My-Ft2』〈初回盤B〉                                      |
| はぐすた                 | CDアルバム                         | 『FREE HUGS!』〈通常盤〉                                               |
| はぐすた                 | ライブ映像                         | 『LIVE TOUR 2019 FREE HUGS!』                                          |
| はぐすた                 | CD （スペシャルエディット）        | 『LIVE TOUR 2019 FREE HUGS!』〈通常盤〉                                |
| はぐすた                 | CDアルバム                         | 『BEST of Kis-My-Ft2』〈初回盤B〉                                      |
| Love Story               | CDアルバム                         | 『FREE HUGS!』〈通常盤〉                                               |
| Love Story               | ライブ映像                         | 『LIVE TOUR 2019 FREE HUGS!』                                          |
| Love Story               | CD （スペシャルエディット）        | 『LIVE TOUR 2019 FREE HUGS!』〈通常盤〉                                |
| Love Story               | CDアルバム                         | 『BEST of Kis-My-Ft2』〈初回盤B〉                                      |